# Gestern – heute
Gestern – heute ist das 32. Studioalbum des österreichischen Schlagersängers Freddy Quinn, das 1976 im Musiklabel Polydor (Nummer 66 031) in Österreich erschien. Es konnte sich nicht in den deutschen Albumcharts platzieren. Nicht zu verwechseln ist dieses Album mit dem Kompilationsalbum Freddy gestern – Freddy heute desselben Jahres, auf dem dieselben Lieder veröffentlicht wurden. Die Single Morning Sky mit El Gaucho auf der B-Seite kam auf Platz 22 der deutschen Singlecharts.

## Titelliste
Das Album beinhaltet folgende 16 Titel:
- Seite 1

1. Heimatlos
2. Cigarettes And Whisky (im Original von The Sons of the Pioneers, 1947[3])
3. Aloha ʻOe (im Original von Liliʻuokalani geschrieben, 1878[4])
4. Irgendwann gibt’s ein Wiedersehn
5. Hundert Mann und ein Befehl (im Original als The Ballad of the Green Berets von Barry Sadler, 1965[5])
6. Wann kommt das Glück auch zu mir?
7. Der Junge von St. Pauli
8. Morgen beginnt die Welt

- Seite 2

1. Das große Spiel
2. Die Insel Niemandsland
3. Morning Sky (im Original von George Baker Selection, 1975[6])
4. El Gaucho
5. Solang’ die Sonne scheint (im Original als As Long As Sun Will Shine von George Baker Selection, 1975[7])
6. Vor Liebe kann ich keine Nacht mehr schlafen
7. So nah ist oft unser Ziel
8. Glory Glory Halleluja (im Original als John Brown’s Body (Glory, Glory, Hallelujah) ein Volkslied[8])

## Chartplatzierungen

### Album
| Jahr | Titel           | Höchstplatzierung, Gesamtwochen, AuszeichnungChartplatzierungen (Jahr, Titel, Platzierungen, Wochen, Auszeichnungen, Anmerkungen) | Höchstplatzierung, Gesamtwochen, AuszeichnungChartplatzierungen (Jahr, Titel, Platzierungen, Wochen, Auszeichnungen, Anmerkungen) | Höchstplatzierung, Gesamtwochen, AuszeichnungChartplatzierungen (Jahr, Titel, Platzierungen, Wochen, Auszeichnungen, Anmerkungen) | Anmerkungen            |
| Jahr | Titel           | DE | AT | CH | Anmerkungen            |
| ---- | --------------- | --- | --- | --- | ---------------------- |
| 1976 | Gestern – heute | — | — | — | Veröffentlichung: 1975 |

grau schraffiert: keine Chartdaten aus diesem Jahr verfügbar

### Singleauskopplungen
| Jahr | Titel                   | Höchstplatzierung, Gesamtwochen, AuszeichnungChartplatzierungen (Jahr, Titel, , Platzierungen, Wochen, Auszeichnungen, Anmerkungen) | Höchstplatzierung, Gesamtwochen, AuszeichnungChartplatzierungen (Jahr, Titel, , Platzierungen, Wochen, Auszeichnungen, Anmerkungen) | Höchstplatzierung, Gesamtwochen, AuszeichnungChartplatzierungen (Jahr, Titel, , Platzierungen, Wochen, Auszeichnungen, Anmerkungen) | Anmerkungen                     |
| Jahr | Titel                   | DE | AT | CH | Anmerkungen                     |
| ---- | ----------------------- | --- | --- | --- | ------------------------------- |
| 1976 | Morning Sky / El Gaucho | DE22 (11 Wo.)DE | — | — | Charteinstieg: 16. Februar 1976 |